# Barieh (Sakti)
Barieh is een bestuurslaag in het regentschap Pidie van de provincie Atjeh, Indonesië. Barieh telt 313 inwoners (volkstelling 2010).